# Цетановиће
Цетановиће је насеље у Србији у општини Сјеница у Златиборском округу. Према попису из 2022. било је 311 становника (према попису из 1991. било је 478 становника).

## Демографија
У насељу Цетановиће живи 251 пунолетни становник, а просечна старост становништва износи 31,7 година (31,9 код мушкараца и 31,4 код жена). У насељу има 79 домаћинстава, а просечан број чланова по домаћинству је 4,89.
Ово насеље је великим делом насељено Бошњацима (према попису из 2002. године).
|  |

| Демографија | Демографија | Демографија |
| Година      | Становника  | Становника  |
| ----------- | ----------- | ----------- |
| 1948.       | 320         |             |
| 1953.       | 375         |             |
| 1961.       | 406         |             |
| 1971.       | 447         |             |
| 1981.       | 474         |             |
| 1991.       | 478         | 478         |
| 2002.       | 386         | 576         |

| Етнички састав према попису из 2002.‍ | Етнички састав према попису из 2002.‍ | Етнички састав према попису из 2002.‍ | Етнички састав према попису из 2002.‍ | Етнички састав према попису из 2002.‍ |
| ------------------------------------ | ------------------------------------ | ------------------------------------ | ------------------------------------ | ------------------------------------ |
|                                      |                                      |                                      |                                      |                                      |
| Бошњаци                              | Бошњаци                              |                                      | 369                                  | 95,59%                               |
| Муслимани                            | Муслимани                            |                                      | 16                                   | 4,14%                                |
| Срби                                 | Срби                                 |                                      | 1                                    | 0,25%                                |
| непознато                            | непознато                            |                                      | 0                                    | 0,0%                                 |

| Година пописа     | 1948. | 1953. | 1961. | 1971. | 1981. | 1991. | 2002. |
| ----------------- | ----- | ----- | ----- | ----- | ----- | ----- | ----- |
| Број домаћинстава | 50    | 62    | 58    | 71    | 69    | 72    | 79    |

| Број чланова      | 1 | 2 | 3 | 4 | 5  | 6  | 7 | 8 | 9 | 10 и више | Просек |
| ----------------- | - | - | - | - | -- | -- | - | - | - | --------- | ------ |
| Број домаћинстава | 9 | 7 | 7 | 9 | 16 | 15 | 6 | 5 | 3 | 2         | 4,89   |

| Пол    | Укупно | Неожењен/Неудата | Ожењен/Удата | Удовац/Удовица | Разведен/Разведена | Непознато |
| ------ | ------ | ---------------- | ------------ | -------------- | ------------------ | --------- |
| Мушки  | 144    | 54               | 77           | 13             | 0                  | 0         |
| Женски | 130    | 38               | 83           | 9              | 0                  | 0         |
| УКУПНО | 274    | 92               | 160          | 22             | 0                  | 0         |

| Пол    | Укупно                    | Пољопривреда, лов и шумарство | Рибарство                            | Вађење руде и камена | Прерађивачка индустрија       |
| ------ | ------------------------- | ----------------------------- | ------------------------------------ | -------------------- | ----------------------------- |
| Мушки  | 100                       | 81                            | 0                                    | 0                    | 3                             |
| Женски | 86                        | 77                            | 0                                    | 0                    | 2                             |
| УКУПНО | 186                       | 158                           | 0                                    | 0                    | 5                             |
| Пол    | Производња и снабдевање   | Грађевинарство                | Трговина                             | Хотели и ресторани   | Саобраћај, складиштење и везе |
| Мушки  | 0                         | 3                             | 4                                    | 0                    | 5                             |
| Женски | 0                         | 0                             | 0                                    | 1                    | 0                             |
| УКУПНО | 0                         | 3                             | 4                                    | 1                    | 5                             |
| Пол    | Финансијско посредовање   | Некретнине                    | Државна управа и одбрана             | Образовање           | Здравствени и социјални рад   |
| Мушки  | 0                         | 0                             | 0                                    | 3                    | 0                             |
| Женски | 0                         | 1                             | 0                                    | 1                    | 0                             |
| УКУПНО | 0                         | 1                             | 0                                    | 4                    | 0                             |
| Пол    | Остале услужне активности | Приватна домаћинства          | Екстериторијалне организације и тела | Непознато            | Непознато                     |
| Мушки  | 0                         | 0                             | 0                                    | 1                    | 1                             |
| Женски | 0                         | 0                             | 0                                    | 4                    | 4                             |
| УКУПНО | 0                         | 0                             | 0                                    | 5                    | 5                             |